# 동화천로
동화천로(Donghwacheon-ro)는 대구광역시 북구 서변동 호국로와 동구 지묘동 파군재 나들목을 잇는 도로이다. 대구광역시 구간은 대구광역시도 제70호선이다. 도로 이름은 이 도로 주변의 하천 동화천에서 따온 것이다.